# Oakland Gardens (Queens, New York)

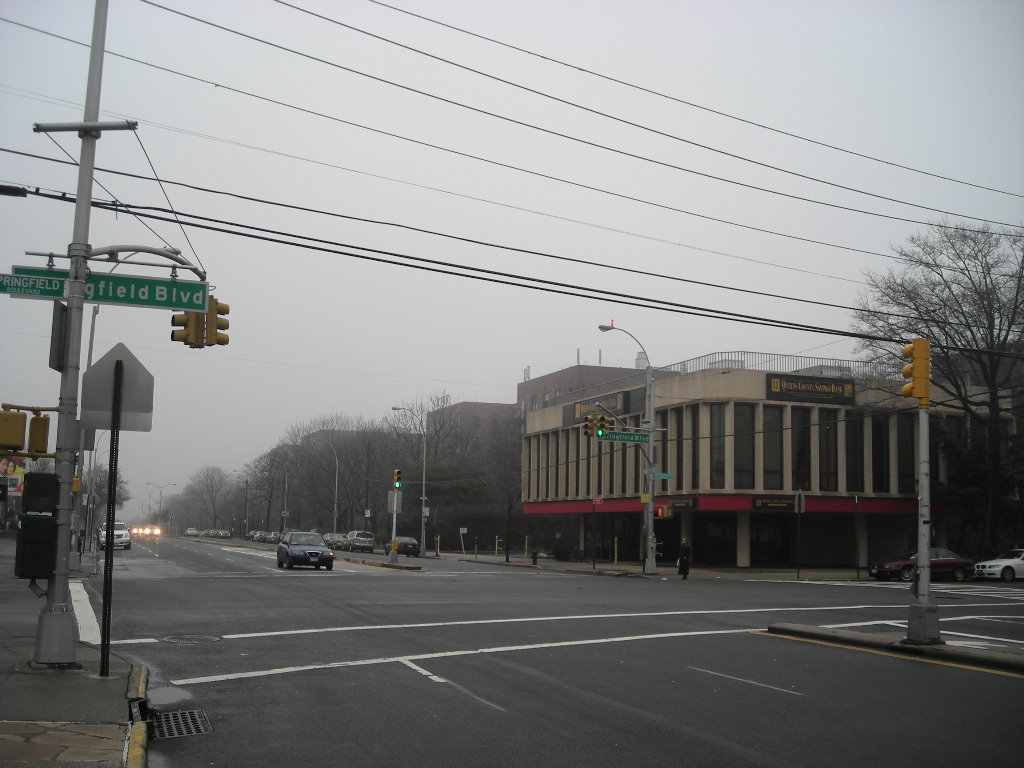
Vue de l'Union Turnpike dans le quartier d'Okland Gardens dans l'arrondisement de Queens à New York

Oakland Gardens est un quartier de la municipalité de New York, situé dans l'arrondissement du Queens.

## Démographie
Composition ethno-raciale en 2010, :
- Blancs non hispaniques (43,3 %)
- Hispaniques et Latinos (8,5 %)
- Asiatiques (44,0 %)
- Noirs (2,5 %)
- Métis (1,4 %)
- Autres (0,3 %)